# 生田正治
生田 正治（いくた まさはる、1935年1月19日 - 2023年11月13日）は、日本の実業家。位階は従三位、勲等は旭日大綬章。株式会社商船三井社長、会長、日本郵政公社初代総裁（2003年 - 2007年）を歴任。慶應義塾理事。慶應義塾評議員。

## 来歴
- 兵庫県芦屋市出身。
- 1953年(昭和28年)：愛媛県立松山北高等学校卒業[2]
- 1957年(昭和32年)：慶應義塾大学経済学部卒業、三井船舶（現・商船三井）入社。
- 1987年(昭和62年)：大阪商船三井船舶取締役北米部長
- 1994年(平成6年)：同代表取締役社長（1999年、ナビックスラインと大阪商船三井船舶が合併し、商船三井発足）
- 2000年(平成12年)：商船三井会長、経済同友会副代表幹事
- 2003年(平成15年)：経済同友会副代表幹事、商船三井会長退任。日本郵政公社総裁就任。
- 2007年(平成19年)：日本郵政公社総裁退任、商船三井相談役就任。
- 2008年(平成20年)：旭日大綬章
- 2009年(平成21年)：観光庁有識者委員会「観光庁アドバイザリー・ボード」委員
- 2014年(平成26年)：名古屋港埠頭株式会社社長[3]
- 2017年(平成29年)：名古屋四日市国際港湾株式会社社長[4]
- 2023年(令和5年）：11月13日、老衰のため東京都の病院で死去した[1]。88歳没。死没日付をもって従三位に叙された[5][6]。

## 人物
- 商船三井時代には国際規格のコンテナの推進者として活動した。
- 2000年～2003年の間、経済同友会において副代表幹事を務める。その間、元日本銀行総裁の福井俊彦、オリックスの宮内義彦やザ・アールの奥谷禮子と親交を結ぶ。特に宮内義彦とは、1935年生まれの財界人の親睦会「初亥会」のメンバーとして近しい関係にある。
- コーポレートガバナンスについて一家言持っている経営者として知られる。また、規制緩和などによる市場原理主義について肯定的論者とされる。
- 日本郵政公社総裁への就任に当たっては、小泉政権時、複数の委員などを兼ねており官僚の組織防衛に対する過剰な意識を熟知していたため、郵政公社総裁就任要請を断り続けていたが、数ヶ月にもおよぶ度重なる要請の電話についに折れ、総裁就任となった[7]。総裁就任後の経営にあたっては、赤字累積していた郵便部門を黒字化するなど、堅実かつ確実な実績を上げており、郵政事業の「中興の祖」との評価がある。他方、金融ビジネスについてはきわめて冷淡であり、在任中、郵政事業にとっての稼ぎ頭とも言える郵便貯金、簡易生命保険の資産残高は一貫して縮小していった。なお、その際に秘書室長として起用したのは、かんぽ生命保険代表執行役社長の千田哲也である。
- 日本郵政公社の資産のスリム化を進める点から、同公社の遊休不動産の処理を強力に推し進めた。具体的にはバルクセールという手法を用い、かんぽの宿を含む多くの不動産を任期中に大量売却した[8]。また、社員の意識改革にも力を入れ、ザ・アールなどの人材研修ノウハウを有する企業を積極的に社員研修に導入した。2007年3月には任期満了に伴い日本郵政公社初代総裁としての任を終えている[9]。その後、民営化直前は数ヶ月の間に郵便集配拠点の再編を行ったため遅配など業務に混乱が発生した。この再編自体は郵便事業の合理化として生田の指示の下に行われたものであり、民営化とは直接の関係はない。
- 2009年に観光庁アドバイザリーボード委員に任命された際の任命権者である観光庁長官は、日本郵政公社時代の部下であった本保芳明である。